# Andi Langenhan
Andi Langenhan (Suhl, 1º ottobre 1984) è un ex slittinista tedesco.

## Biografia
Iniziò a gareggiare per la nazionale tedesca nelle varie categorie giovanili nella specialità del singolo, ottenendo un terzo posto nella classifica finale della Coppa del Mondo giovani nel singolo nella stagione 2000/01 ed altri due terzi posti in quella juniores nel 2001/02 e nel 2003/04, sempre nella specialità individuale.
A livello assoluto esordì in Coppa del Mondo nella stagione 2004/05, conquistò il primo podio, nonché la prima vittoria, il 30 novembre 2008 nel singolo a Igls. In classifica generale come miglior risultato ottenne il secondo posto nel singolo in tre occasioni: nel 2011/12, nel 2012/13 e nel 2014/15, inoltre vinse la Coppa nella specialità del singolo sprint nel 2014/15.
Prese parte a tre edizioni dei Giochi olimpici invernali, tutte le volte nel singolo: a Vancouver 2010 concluse al quinto posto, a Soči 2014 giunse in quarta posizione ed a Pyeongchang 2018, in quella che fu la sua ultima competizione a livello internazionale, colse la decima piazza.
Prese parte altresì a nove edizioni dei campionati mondiali in cui ottenne quattro medaglie: due d'argento, nel singolo a Whistler 2013 e nel singolo sprint a Schönau am Königssee 2016, e due di bronzo, entrambe nel singolo, a Oberhof 2008 e a Cesana Torinese 2011.
Nelle rassegne continentali conquistò una medaglia d'oro ed una d'argento nel singolo, rispettivamente a Paramonovo 2012 e a Oberhof 2013; nell'edizione di Paramonovo 2012 ottenne anche la medaglia d'argento nella gara a squadre. Vinse inoltre due titoli nazionali nella specialità individuale.

## Palmarès

### Mondiali
- 3 medaglie:
  - 2 argenti (singolo a Whistler 2013; singolo sprint a Schönau am Königssee 2016);
  - 2 bronzi (singolo a Oberhof 2008; singolo a Cesana Torinese 2011).

### Europei
- 3 medaglie:
  - 1 oro (singolo a Paramonovo 2012);
  - 2 argenti (gara a squadre a Paramonovo 2012; singolo a Oberhof 2013).

### Coppa del Mondo
- Miglior piazzamento in classifica generale nel singolo: 2° nel 2011/12, nel 2012/13 e nel 2014/15.
- Vincitore della Coppa del Mondo nella specialità del singolo sprint nel 2014/15.
- 33 podi (26 nel singolo, 2 nel singolo sprint e 5 nelle gare a squadre):
  - 11 vittorie (7 nel singolo e 4 nella gara a squadre);
  - 11 secondi posti (9 nel singolo, 1 nel singolo sprint e 1 nella gara a squadre);
  - 11 terzi posti (10 nel singolo, 1 nel singolo sprint).

#### Coppa del Mondo - vittorie
| Data             | Luogo                | Paese         | Disciplina                                                             |
| ---------------- | -------------------- | ------------- | ---------------------------------------------------------------------- |
| 30 novembre 2008 | Igls                 | Austria       | Singolo                                                                |
| 17 gennaio 2010  | Oberhof              | Germania      | Singolo                                                                |
| 28 novembre 2010 | Igls                 | Austria       | Gara a squadre con Tatjana Hüfner, Tobias Wendl e Tobias Arlt          |
| 17 dicembre 2011 | Calgary              | Canada        | Singolo                                                                |
| 29 gennaio 2012  | Sankt Moritz         | Svizzera      | Singolo                                                                |
| 26 febbraio 2012 | Paramonovo           | Russia        | Singolo                                                                |
| 2 dicembre 2012  | Schönau am Königssee | Germania      | Singolo                                                                |
| 24 febbraio 2013 | Soči                 | Russia        | Singolo                                                                |
| 24 febbraio 2013 | Soči                 | Russia        | Gara a squadre con Tatjana Hüfner, Tobias Wendl e Tobias Arlt          |
| 29 novembre 2015 | Igls                 | Austria       | Gara a squadre con Dajana Eitberger, Toni Eggert e Sascha Benecken     |
| 19 febbraio 2017 | Pyeongchang          | Corea del Sud | Gara a squadre con Natalie Geisenberger, Toni Eggert e Sascha Benecken |

### Coppa del Mondo juniores
- Miglior piazzamento in classifica generale nel singolo: 3° nel 2001/02 e nel 2003/04.

### Coppa del Mondo giovani
- Miglior piazzamento in classifica generale nel singolo: 3° nel 2000/01.

### Campionati tedeschi
- 5 medaglie:
  - 2 ori (singolo ad Oberhof 2015; singolo ad Altenberg 2018);
  - 2 argenti (singolo a Schönau am Königssee 2009; singolo a Schönau am Königssee 2013);
  - 1 bronzo (singolo ad Oberhof 2011).